# Josef Böhm (Tischtennisspieler)
Josef Böhm (* 2. April 1960 in Rumänien) ist ein ehemaliger deutsch-rumänischer Tischtennisspieler. Er wurde 1984 deutscher Meister im Doppel.

## Zeit in Rumänien
Josef Böhm ist der ältere Bruder des erfolgreicheren Tischtennisspielers Georg Böhm. Er ist der Sohn eines in Rumänien geborenen Ärzte-Ehepaares. Sein Vater spielte in der rumänischen 1. Liga Tischtennis. Die Vorfahren seines Vaters stammen aus Schwaben und wanderten 1735 nach Rumänien aus.
Josef spielte zunächst stärker als sein Bruder. Ab 1976 wurden beide vom Nationaltrainer Farkas Paneth trainiert. Josef qualifizierte sich für die Jugendeuropameisterschaft 1977 in Vichy, wo er in der dritten Runde gegen den Esten Igor Solopov ausschied. Bei den nationalen rumänischen Meisterschaften belegte er 1978 im Einzel Platz 2 (hinter seinem Bruder), im Doppel gewann er zusammen mit Georg 1977 und 1978 den Titel. Mit der Mannschaft CSM Cluj wurde er 1977, 1978, 1979 und 1980 Meister.
Seit 1977 verlegte er seinen Schwerpunkt auf das Medizinstudium. Im Dezember 1981 emigrierte er zusammen mit seinen Eltern nach Deutschland und folgte so seinem Bruder Georg, der bereits 1980 nach Deutschland übersiedelt war. Heute arbeitet er als Chefarzt der Neurologie.

## Zeit in Deutschland
1982 schloss Böhm sich dem Bundesligaverein ATSV Saarbrücken an, mit dem er 1983, 1984 und 1985 die deutsche Mannschaftsmeisterschaft gewann. Diesen Erfolg wiederholte er 1987 mit TTC Zugbrücke Grenzau. 1989 wechselte er zum VfB Lübeck, 1991 zu Hertha BSC, 1994 zum TVB Nassau, 1995 zum TTC Elz. Bei den nationalen deutschen Meisterschaften holte er zweimal den Titel: 1984 im Doppel mit Georg Böhm, 1986 im Mixed mit Olga Nemes.